# Климат Дагестана
Климат Дагестана умеренный континентальный, засушливый. В горной части в зависимости от высоты падает температура и растет влажность. В дельте Самура климат переходный, от умеренного к сухому субтропическому.

## Климатические данные
- Средняя температура января от +5 °C на низменности до −10 °C в горах.
- Средняя температура июля до +28 °C.
- Количество осадков — 200-800 мм в год.
- Вегетационный период — 200-240 дней[2].

## Климатические зоны
Соседство равнин и высоких гор, моря и пустынь создало разнообразие климатических условий Дагестана. В Дагестане имеется 5 растительно-климатических поясов: субтропические леса (дельта реки Самур), пустыни и полупустыни (Прикаспийская низменность), высокогорные тундры и ледники (Высокогорный Дагестан). На территории республики свыше 100 небольших озёр.
На высоте от 500-600 м до 1500-1600 м располагаются лесные массивы из дуба, граба, бука, березы и сосны. Леса и кустарники занимают 9 % территории Дагестана.

## Сезоны

### Зима
Зима в Дагестане непродолжительная, длится всего три месяца. Малоснежная, без устойчивого снегового покрова. Часты моросящие дожди.
- Температура зимой колеблется от −30°С в горах до +10°С на побережье, где вода в море не замерзает[4].

В результате средне январские температуры выше нуля на участке от до Аграхана границы с Азербайджаном.

### Весна
Весна в Дагестане холодная и мокрая из-за частых дождей.

### Лето
Лето в Дагестане жаркое и сухое. На северо-востоке Прикаспийской низменности выпадает всего 200 мм осадков. В приморских районах почти в течение всего года стоит ясная, солнечная погода. Купальный сезон продолжается с мая до середины сентября. Самая высокая в Южно-Сухокумске 45°С 7-го Августа, Средняя температура 28°С

### Осень
Ранняя осень в Дагестане обычно жаркая.

## Географические зоны
Дагестан подразделён на три почвенно-климатические зоны: горная, предгорная и равнинная.

### Равнинный Дагестан
Равнинная почвенно-климатическая зона располагается на высоте от 28 до 150 (200) м и занимает площадь 2,35 млн.га (43,3 % территории Дагестана). Из-за сухости климата в равнинных районах северного Дагестана мало рек. Небольшие речки летом используются для орошения. Во время весенне-летнего половодья возможны затопления больших территорий. В низовьях рек образуются дельты с множеством озёр.

#### Приморские районы Дагестана
Район переходного климата от климата полупустынь умеренного пояса (с относительно меньшей степенью засушливости для климата полупустынь) с мягкой зимой к климату полупустынь субтропического пояса с такой же степенью засушливости. При продвижении от Махачкалы к Дербенту, характеризуется постепенным увеличением осадков и понижением температуры воздуха летом и весной.
Дельта Самура
Нижне-Самурский район переходного климата от климата полупустынь умеренного пояса с мягкой зимой к климату степей субтропического пояса. Этот район значительно влажнее всех остальных районов из-за влияния глубокого Среднего Каспия и густой гидрографической сети. Лето жаркое. Средний максимум июля составляет 28°, а абсолютные максимумы составляют 33,5°. Осадков летом выпадает 15—18 % от годовой суммы. Осень теплая, но среднемесячные температуры немного ниже чем в Дербенте. Осадков выпадает около 40 % от годового количества. Зима мягкая, но средние зимние температуры немного ниже чем в Дербенте. Средний абсолютный минимум — 8,5°. По этим показателям климат этого района ещё нельзя назвать субтропическим, а только переходным. 

### Предгорный Дагестан
Предгорная почвенно-климатическая зона располагается на высоте от 150 (200) до 850 (1000) м и занимает площадь 0,84 млн.га (15,8 % территории Дагестана). В этой части Дагестана из-за влияния высоты и Каспийского моря климат более умеренный и влажный, чем на равнинах.
- Средняя температура января колеблется от -2°С до -3,5°С, но бывают морозы и до -25°С.
- Снежный покров держится 40-50 дней.
- Средняя температура июля от 21°С до 24°С.
- Количество осадков увеличивается с высотой от 350-450 до 600-700 мм[3].

### Горный Дагестан
Горная почвенно-климатическая зона располагается на высоте выше 850 (1000) м и занимает площадь 2,12 млн.га (39,9 % территории Дагестана). В горах климат умеренно прохладный. Самый влажный период в горных районах с конца весны до лета. В высокогорьях лето прохладное, а в долинах и котловинах — теплое.
- Среднемесячные температуры января колеблются от -4°С до -7°С.
- Снежный покров невелик, но держится довольно долго[3].